# Synasellus bragai
Synasellus bragai és una espècie de crustaci isòpode pertanyent a la família dels asèl·lids.

## Distribució geogràfica
Es troba a la península Ibèrica: Portugal i l'Estat espanyol.